# Luigi Da Porto

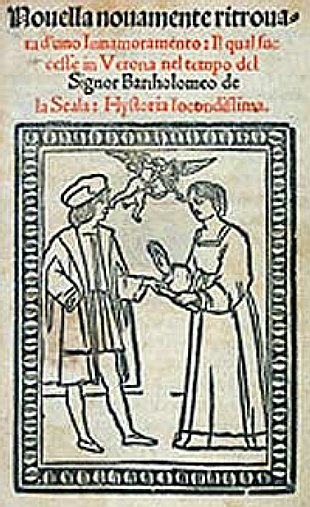
Titelpagina van de eerste uitgave van Historia novellamente ritrovata di due nobili amanti (1530)

Luigi da Porto (Vicenza, 1485 – 10 mei 1529) was een Italiaans schrijver.
Zijn bekendste werk is een novelle met de titel Historia novellamente ritrovata di due nobili amanti, voor het eerst gepubliceerd in 1530. Dit is een verhaal waar Shakespeare waarschijnlijk zijn toneelstuk Romeo and Juliet op heeft gebaseerd. Da Porto heeft zelf inspiratie gehaald uit Il Novellino, een verhalenbundel van Masuccio Salernitano.
- Bibliothèque nationale de France: cb12506047d (data)
- Gemeinsame Normdatei: 118935550
- International Standard Name Identifier: 0000 0001 0879 9177
- Library of Congress Control Number: n85252552
- Nationale Bibliotheek van Tsjechië: ola2002159083
- Nationale Bibliotheek van Israël: 987007276332205171
- Nederlandse Thesaurus van Auteursnamen: 070648328
- Istituto Centrale per il Catalogo Unico: CFIV052755
- Système universitaire de documentation: 034290451
- Trove: 1165271
- Virtual International Authority File: 24707371
- WorldCat: E39PBJjxv8dqBQgQGGpVrxVKVC